# John Holmes
John Curtis Estes (1944 - 1988), thường được gọi là John Holmes, là một diễn viên phim khiêu dâm vào thập niên 1970 và thập niên 1980 với khoảng 2.500 phim các loại trong đó có loại phim đồng giới. Ông được coi là vua phim sex (Porn King), người sở hữu một chiếc dương vật được coi là lớn nhất trong lịch sử loại phim này, với chiều dài khoảng 30 cm khi cương cứng. Đã có lúc ông đạt được tới hơn 40 cm trong đỉnh cao sự nghiệp.

## Huyền thoại Holmes
Có rất nhiều lời đồn đại về sự nghiệp và cuộc sống của Holmes, trong đó có:
- Dương vật của ông quá lớn đến nỗi ông đã dừng mặc quần lót, bởi vì: "Tôi cứ cương lên là làm hỏng hết lớp co giãn của quần cứ 4, 5 lần một tháng."[cần dẫn nguồn]
- Ông đã quan hệ tình dục với trên 14.000 phụ nữ từ năm ông 12 tuổi.[cần dẫn nguồn]
- Ông đã tình cờ giết chết hai người đàn ông khi quan hệ tình dục hậu môn với họ, sau đó ông bị bắt và cấm vĩnh viễn không được giao hợp bằng cách này.[cần dẫn nguồn]

## Những ngày cuối cùng
Năm 1983, khi gần 40 tuổi sự nghiệp của Holmes xuống dốc khi dương vật của ông khó đạt được cương cứng tối đa, ông đóng bộ phim đồng giới duy nhất, "The Private Pleasures of John C. Holmes".
Năm 1986, Joey Yale, bạn diễn của ông chết vì HIV/AIDS, cùng năm đó ông phát hiện mình nhiễm căn bệnh thế kỷ.
Năm 1988, Holmes qua đời.